# コウ (ウォンバット)

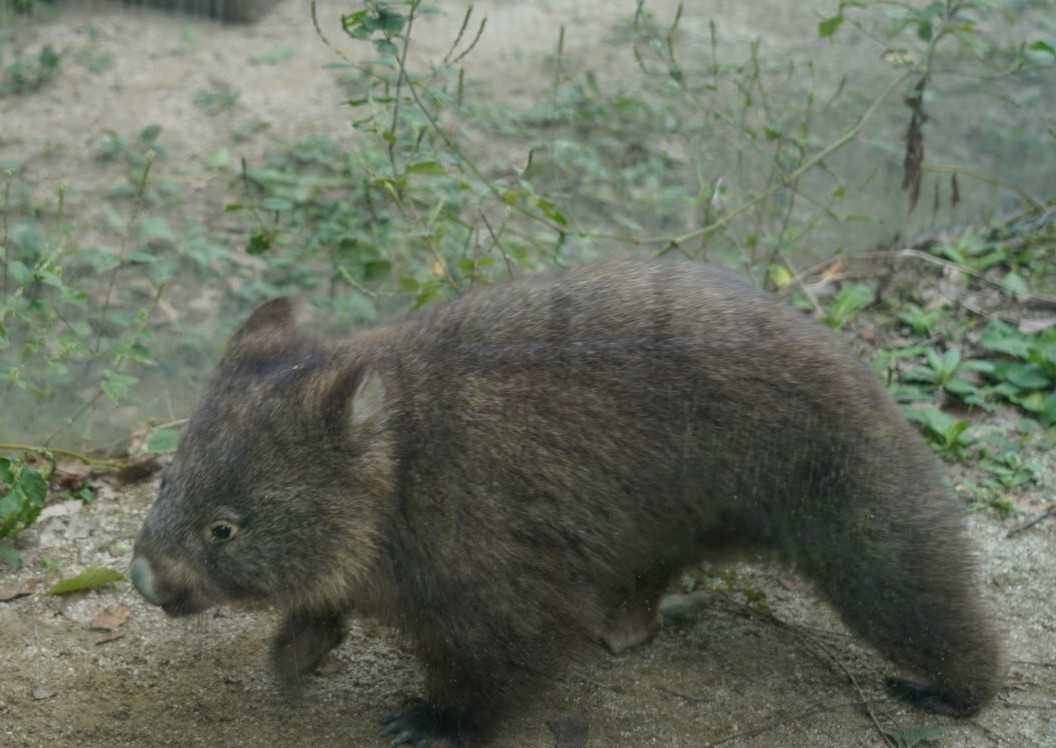
コウ(ウォンバット)

コウは大阪府の池田市立五月山動物園で2023年まで飼育されていたオスのヒメウォンバットである。2017年10月、オーストラリアから五月山動物園に来園し、2023年12月13日に7歳で他界した。体重12kg前後とオスのウォンバットとしてはかなり小柄な個体で、人懐こい性格であった。

## 来歴
2016年1月、オーストラリアタスマニア州で誕生し、トロワナワイルドライフパークで育った。2017年10月、池田市とローンセストン市の姉妹都市提携50周年を記念して、マル、コウ、ユキの3頭のウォンバットが五月山動物園に来園した。オーストラリアでの名前は「Malcolm」であったが、日本名として「コウ」と名付けられる。来園当初はパートナーであったメスのユキと同じ放飼場で暮らしていたが、後にユキが別の放飼場に移動した。2019年12月コウと一緒に同園にやってきたマルが他界した。2021年、コウをイメージしたぬいぐるみが五月山公園総合案内所売店で発売された。2023年4月、池田市内にワイン、フク、コウ、ユキがそれぞれデザインされたマンホールが設置される。
2023年12月13日午後2時30分ごろ、ウォンバットの様子が観察できるライブカメラを見ていた視聴者から「コウがけいれんを起こして倒れている」と通報があり、すぐに飼育員が駆けつけたが、同2時45分に急性心不全で他界したのが確認された。同園では献花台を設置し、全国から多くの献花が届けられた。

## 特徴
小柄できっりとした目が特徴。
飼育員と一緒に遊ぶ姿が目撃されるなど、人懐こい性格であった。
好奇心旺盛で、雨の日でもお構いなしによく走り回る活発な姿が人気であった。
サツマイモの皮だけをきれいに残す器用さもある。
隣の飼育場のフクとは仲が良く、フェンス越しに向かい合う姿からコウフク会議と呼ばれていた。
ユーモラスな歩き方から、ファンの間では「テチテチ歩いている」と言われていた。